# Compsophorus micans
Compsophorus micans là một loài tò vò trong họ Ichneumonidae.